# Антоново (Новосёлковский сельсовет)
Антоново (бел. Антано́ва) — деревня в Пуховичском районе Минской области Республики Беларусь. В составе Новосёлковского сельсовета. Население — 41 человек (2010). Почтовый индекс — 222820. Около деревни находится Географический центр Беларуси и имеет координаты 53°32′ с. ш. 28°03′ в. д..

## География
Расположена в 2,5 км на север от железнодорожной станции Пуховичи на линии Минск — Осиповичи.

## Этимология
Происхождение названия деревни связывают с двумя версиями — фамилией Антоновы, принадлежащей семье, жившей в этих местах, а также белой антоновкой (сортом яблок), активно выращиваемой в здешних садах.
Также по одной из версий, название образовано от собственного имени Антон, или производного от его фамилии или отчества.

## История

### Российская империя
Первое упоминание в XVIII веке. В начале XX века известно как имение Антонова Пуховичской волости Игуменского уезда Минской губернии.

### Новейшее время
В Первую мировую войну в феврале—декабре 1918 года была под оккупацией войск кайзеровской Германии. 
25 марта 1918 года согласно Третьей Уставной грамоте деревня провозглашена частью Белорусской Народной Республики. С 1 января 1919 года в соответствии с постановлением I съезда КП(б) Беларуси деревня вошла в состав БССР.
В августе 1919—июле 1920 годов деревня находилась под польской властью.
В начале 1930-х годов создан колхоз «Красный вождь», работала кузница.
В конце июня 1941 года деревня оккупирована немецкими войсками. В июле 1944 года деревня освобождена.
Возле деревни Антоново (в 1 км к юго-востоку от деревни, в поле) расположен геодезический центр Республики Беларусь. Геодезический центр обозначен стандартным геодезическим триангулятором, что представляет пирамиду из трех металлических прентов. Геодезический триангулятор возле деревни Антоново был установлен 31 мая 1996 года после проведения экспедиции «Белгеодезии» и фирмы «Аэрогеокарт». На триангуляторе есть табличка, на которой написано «Геаграфічны цэнтр Рэспублікi Беларусь» («Географический центр Республики Беларусь»).

## Население
- Начало XX в. — 21 житель
- 1999 год — 65 жителей
- 2002 год — 32 двора, 60 жителей
- 2010 год — 48 жителей

## События и мероприятия
С 2008 года возле деревни Антоново проводится марафонский пробег «Географический центр Беларуси».

## Достопримечательность
- Географический центр Беларуси — на местности пункт обозначен пирамидой, под которой поставлена плита с надписью «Географический центр Республики Беларусь». Расположен в 1 км к юго-востоку от деревни.